# Oleksiy Gai
Oleksiy Gai (Zaporizhia, Unión Soviética, 6 de noviembre de 1982) es un exfutbolista ucraniano que jugaba de centrocampista.

## Biografía
Oleksiy Gai empezó su carrera profesional en 2000 en su actual equipo el Shajtar Donetsk. Durante dos temporadas estuvo en el Illychivets Mariupol y luego regresó al Shajtar. Con este equipo ha ganado dos Ligas y cuatro Copas de Ucrania.
En agosto de 2019 anunció su retirada.

## Selección nacional
Ha jugado en las categorías inferiores de su país. En 2000 quedó subcampeón del Campeonato Europeo de la UEFA Sub-19 por detrás de Francia.
Ha sido internacional con la selección de fútbol de Ucrania en 29 ocasiones. Su debut con la camiseta nacional se produjo el 11 de octubre de 2003 en un partido contra Macedonia.

## Clubes
| Club                          | País       | Año       |
| ----------------------------- | ---------- | --------- |
| F. C. Shajtar Donetsk         | Ucrania    | 2000-2013 |
| Illychivets Mariupol (cedido) | Ucrania    | 2004-2006 |
| F. C. Chornomorets Odessa     | Ucrania    | 2013-2014 |
| F. K. Qäbälä                  | Azerbaiyán | 2015-2016 |
| F. C. Kubán Krasnodar         | Rusia      | 2016-2018 |
| FC Olimpik Donetsk            | Ucrania    | 2018-2019 |

## Títulos
- 2 Ligas de Ucrania (Shajtar Donetsk; 2002, y 2008)
- 4 Copas de Ucrania (Shajtar Donetsk; 2001, 2002, 2004 y 2008)
- 1 Supercopa de Ucrania (Shajtar Donetsk, 2008)